# 安志杰
安 志杰（アンディ・オン、Andy On、1977年5月11日 - ）は、香港の俳優。アメリカ合衆国生まれ。母は台湾の歌手、金燕。

## 人物・来歴
1977年、アメリカのロードアイランド州プロビデンスで生まれる。6歳の時に両親が離婚。以来母と姉妹との4人家族であった。学校に通っていたころはよく授業をさぼっては喧嘩をしたという。高校ではアメリカンフットボールの選手で、卒業後は建築現場やバーテンダーのバイトなどで働き、休暇で訪れた台湾でスカウトされる。
2002年、ツイ・ハーク監督の『ブラック・マスク2』の主演に抜擢され映画デビュー。撮影は過酷を極め、撮影前に少林寺にて1か月の訓練を受け、クランクイン後は、昼にA班ツイ・ハーク夜はB班ユエン・ウーピンとの撮影というスケジュールで不眠不休3日連続72時間撮影し続け、最終的には過労で入院したという。
2003年のダニエル・リー監督『スター・ランナー』では、連日16～18時間撮影し十字靭帯を損傷、また真冬に夏の衣裳を着ていたため肺炎に罹患。しかしこの作品で23回香港電影金像奨最優秀新人賞を獲得した。2005年には『香港国際警察/NEW POLICE STORY』でジャッキー・チェンと共演、激しいアクションを演じる。
映画デビューするまで武術の心得はなく、白紙の状態で映画界に入り、以来現場で仕事をしながらアクションと俳優としての勉強をしてきた。「カンフーはみな現場で武術指導に習ってきたので○○派というどの系統にも属していない」といい、かつて、カンフーについて自信はなくむしろガンアクションの方が好きだと語ったこともある。
その後もアクション映画を中心に数多くの作品に出演。2007年の『インビジブル・ターゲット』以降は香港中国合作の大作からもオファーが増え、『三国志』、『酔拳 レジェンド・オブ・カンフー』、『三国志英傑伝 関羽』、『項羽と劉邦/White Vengeance』といった古装映画にも多く出演した。そのなかのひとつ『三国志』ではスタントマンの大關刀が左の唇の上を直撃。ロケ地が田舎だったため、充分な技術のない病院での医療ミスに遭いその後香港で7度の再手術を受けたが、唇には2.5センチの傷が残っている。
2009年には、香港の俳優ニコラス・ツェーの妹でモデルのジェニファー・ツェーとの交際がスタート。家族ぐるみの付き合いを深め、常にジェニファーの恋人としての報道が続くも、2013年に破局が伝えられた。
その2013年に公開された『スペシャルID 特殊身分』で、総合格闘技をベースにしたファイトシーンで新境地を開拓。2014年の『惡戰（原題）』では、私生活でも親友のフィリップ・ンとともに主役の1人を演じ、その後は『ザ・レジェンド』や『ブラックハット』といったハリウッド映画にも出演している。
また2015年10月に、映画『ゾンビ・ファイト・クラブ』で共演した香港のモデルジェシカ・Cと結婚。翌年には女児が誕生した。

## 主な作品

### 映画
- 『ブラック・マスク2』（黑侠II） 2002年
- 『スー・チーin ミスター・パーフェクト』 （奇逢敵手） 2003年
- 『スター・ランナー』（少年阿虎） 2003年
- 『Chat nin han yeung/Itchy heart』（七年很癢/心癢癢） 2004年
- 『香港国際警察/NEW POLICE STORY』（新警察故事） 2004年
- 『ラヴァーズ&ドラゴン』（飛侠小白龍） 2004年
- 『ドラゴン・スクワッド』（猛龍） 2005年
- 『エレクション 死の報復』（黑社會以和為貴） 2006年
- （生死拳/黑拳） 2006年
- （愛上屍新娘） 2006年
- （情意拳拳） 2006年
- （魔鬼天使） 2006年
- 『MAD探偵 7人の容疑者』（神探） 2007年（2007年の東京国際映画祭他で上映後、2011年日本公開）
- 『インビジブル・ターゲット』（男兒本色） 2007年
- （親愛的） 2008年
- （内衣少女） 2008年
- 『三国志』（三国志之見龍卸甲） 2008年
- （月満軒尼詩） 2009年
- 『酔拳 レジェンド・オブ・カンフー』（蘇乞兒） 2009年
- 『三国志英傑伝 関羽』（關雲長） 2010年
- 『シャンハイ』（諜海風雲） 2010年
- （撕票風雲）2010年
- （滅門）2010年
- 『項羽と劉邦/White Vengeance』（鴻門宴）2011年
- 『チャイニーズ・フェアリー・ストーリー』（画壁）2011年
- 『ブラッド・ウェポン』（逆戰）2012年
- 『ネイキッド・ソルジャー 亜州大捜査線』（絶色武器）2012年
- 『コールド・ウォー 香港警察 二つの正義』（寒戰）2012年
- （鉄血嬌娃）2013年
- 『激戦 ハート・オブ・ファイト』（激戰）2013年
- 『スペシャルID 特殊身分』（特殊身份）2013年
- 『ファイアー・レスキュー』（救火英雄）2014年
- （惡戰）2014年 （2014年の京都ヒストリカ国際映画祭にて『悪戦』のタイトルで上映）
- 『クリミナル・アフェア 魔警』（魔警）2014年
- 『ゾンビ・ファイト・クラブ』（屍城）2014年
- （露水紅顏）2014年
- 『ザ・レジェンド』（Outcast）2014年
- 『ブラックハット』（Blackhat）2015年
- （天亮之前）2016年
- 『封神伝奇 バトル・オブ・ゴッド』（封神傳奇）2016年
- （玩命試愛）2017年
- 『カンフーリーグ』（功夫聯盟）2018年
- 『ダブルフェイス 潜入者』（臥虎潜龍）2019年
- 『デンジャラス・チェイス』（Abduction）2019年
- 『ライド・オン』（龍馬精神）2023年
- （黑白潛行）2024年
- 『トワイライト・ソルジャーズ（中国語版）』（黑白潛行2）2025年

### テレビドラマ
- （Hi, 上班女郎） 2004年
- （新玉観音） 2011年